# GJ 1057
GJ 1057 is een rode dwerg met een spectraalklasse van M4.5Ve. De ster bevindt zich 28,05 lichtjaar van de zon.